# Elecciones locales de México de 2023
Las elecciones locales de México de 2023 se llevaron a cabo el domingo 4 de junio de dicho año, y en ellas se renovaron los siguientes cargos de elección popular:
- 2 gubernaturas. Titulares del poder ejecutivo de sus respectivas entidades federativas. Electos para un periodo de seis años, no reelegibles en ningún caso.
- 1 congreso local. Órganos depositarios del poder legislativo de las entidades federativas, en este caso Coahuila, electo para un periodo de tres años con cada diputado teniendo posibilidad de reelección inmediata.

## Elecciones para gubernaturas
Dos entidades federativas tendrán elecciones en 2023 para escoger las gubernaturas:
- Coahuila
- Estado de México

### Resultados generales
Resultados de todas las elecciones en conjunto. Debido al fallecimiento de Miguel Barbosa Huerta, el Partido del Trabajo y el Partido Verde Ecologista de México perdieron una gubernatura en coalición previo a las elecciones, esto al instaurarse un gobierno interino.
|  | 32.82 % |

|  | 31.53 % |

|  | 10.57 % |

|  | 8.78 % |

|  | 8.45 % |

|  | 2.96 % |

|  | 1.63 % |

|  | 0.57 % |

|  | 0.13 % |

|  | 2.57 % |

|  | 100.00 % |

### Resultados por partido en los estados
| Coahuila         | 92,953  | 635,978   | 37,048  | 36,794  | 178,888 | 287,660   |         | 43,689 | 908    | 30,964  | 1,344,882 |  |  |  |  |  |  |
| Estado de México | 722,934 | 1,798,699 | 191,429 | 641,425 | 473,245 | 2,245,919 | 125,753 |        | 9,144  | 167,215 | 6,375,763 |  |  |  |  |  |  |
|                  |         |           |         |         |         |           |         |        |        |         |           |  |  |  |  |  |  |
| Total            | 815,887 | 2,434,677 | 228,477 | 678,219 | 652,133 | 2,533,579 | 125,753 | 43,689 | 10,052 | 198,179 | 7,720,645 |  |  |  |  |  |  |

### Resumen de resultados
El gobernador titular actual de cada estado.
| Estado           | Elección anterior | Gobernador predecesor | Gobernador predecesor |                        | Gobernador sucesor | Gobernador sucesor | Próxima elección | Ref. |
| Estado           | Elección anterior | Titular               | Partidos              | Titular                | Partidos           |                    | Próxima elección | Ref. |
| ---------------- | ----------------- | --------------------- | --------------------- | ---------------------- | ------------------ | ------------------ | ---------------- | ---- |
| Coahuila         | 2017              | Miguel Riquelme Solís |                       | Manolo Jiménez Salinas |                    | 2029               | [ 14 ]           |      |
| Estado de México | 2017              | Alfredo del Mazo Maza |                       | Delfina Gómez Álvarez  |                    | 2029               | [ 15 ]           |      |

## Elecciones para congresos locales
Una entidad federativas tuvo elecciones en 2022 para elegir ayuntamientos:
- Coahuila: 25 diputados locales. Escaños del congreso unicameral de Coahuila, electos para un periodo de tres años.